# الذراع (الخبت)

تعديل مصدري - تعديل

الذراع هي إحدى قرى عزلة الشعافل العليا بمديرية الخبت التابعة لمحافظة المحويت، بلغ تعداد سكانها 487 نسمة حسب تعداد اليمن لعام 2004.